# مشفهة كلامبو
مشفهة كلامبو (الاسم العلمي:Chiloglanis kalambo) (بالإنجليزية: Kalambo suckermouth)‏ هي نوع من الأسماك تتبع جنس المشفهة من فصيلة الموشوكيات.